# بوکووا گلاوا
بوکووا گلاوا (به صربی: Bukova Glava) یک روستا در صربستان است که در لسکواس واقع شده‌است. بوکووا گلاوا ۲۹۵ نفر جمعیت دارد و ۴۶۸ متر بالاتر از سطح دریا واقع شده‌است.